# Lyssa najabula
Lyssa najabula är en fjärilsart som beskrevs av Moore 1877. Lyssa najabula ingår i släktet Lyssa och familjen Uraniidae. Inga underarter finns listade i Catalogue of Life.